# مارك بيرغر
مارك بيرغر (بالإنجليزية: Mark Berger)‏ هو مهندس الصوت ومهندس أمريكي، ولد في 15 مايو 1943 في سان فرانسيسكو في الولايات المتحدة.

## وصلات خارجية
- مارك بيرغر على موقع IMDb (الإنجليزية)
- مارك بيرغر على موقع قاعدة بيانات الفيلم (الإنجليزية)